# Киреметево
Киреметево (баш. Кирәмәт) — деревня в Краснокамском районе Республики Башкортостан Российской Федерации. Входит в состав Новобуринского сельсовета.

## География

### Географическое положение
Расстояние до:
- районного центра (Николо-Берёзовка): 55 км
- центра сельсовета (Новая Бура): 2 км
- ближайшей ж/д станции (Нефтекамск): 48 км

## Население
| 2002 | 2009 | 2010 |
| ---- | ---- | ---- |
| 309  | ↗331 | ↗341 |

Национальный состав
Согласно переписи 2002 года, преобладающая национальность — марийцы (65 %).